# 榊ひろみ
榊 ひろみ（さかき ひろみ、1942年2月12日 - ）は、日本の元女優。本名、中上洋子（なかがみ ひろこ）。旧姓、味田（みた）。京都府京都市出身。　

## 来歴・人物
1957年、横浜市蒔田中学を卒業。　同年、松竹音楽舞踊学校に入学し、在学中の1959年、テレビドラマ『ママちょっと来て』にレギュラー出演。　
1960年、松竹歌劇団（SKD）に第13期生として入団。同期には倍賞千恵子、加藤みどりらがいた。同年、松竹『しかも彼等は行く』で映画初主演。1962年に退団後は松竹映画と専属契約を結び、映画やテレビに数多く出演。　
1966年、歌手の荒木一郎と結婚し、いったん芸能界を引退したが、1969年に離婚した。同年『徳川秀忠の妻』で芸能界復帰。1972年、出版社社長と再婚した。女優として、1959年から1982年まで活躍した。

## 出演

### 映画
- しかも彼等は行く（1960年、松竹）
- あの波の果てまで 後篇（1961年、松竹）
- 雁ちゃんの警察日記（1962年、松竹）
- 東京湾（1962年、松竹）
- 僕チン放浪記（1962年、松竹）
- 二人で胸を張れ（1963年、松竹）
- 島育ち（1963年、松竹）
- 結婚式・結婚式（1963年、松竹）
- 真赤な恋の物語（1963年、松竹）
- 虹をつかむ踊子（1963年、松竹）
- 見上げてごらん夜の星を（1963年、松竹）
- 現代金儲け物語（1964年、松竹）
- 落第生とお嬢さん（1964年、松竹）
- ケチまるだし（1964年、松竹）
- 嘘は底抜け（1964年、松竹）
- おかあさんのばか（1964年、松竹）
- 花のお江戸の法界坊（1965年、東宝）
- 夜の手配師 すけ千人斬り（1971年、東映）
- サーキットの狼（1977年、東映）
- 夜が崩れた（1978年、松竹）

### テレビドラマ
- 誰かがあなたを愛してる（1958年 - 1959年、NTV）
- ママちょっと来て（1959年 - 1963年、NTV）
- 夏の夢（1960年7月29日、NTV）
- 人生夜話 第5話「なぎさ亭」（1961年5月4日、NTV）
- 人生の四季 第3回「白い花の咲く頃」（1961年6月15日、NTV）
- 夫婦百景 第198回「三人の妻」（1962年2月19日、NTV）
- 近鉄金曜劇場（TBS）
  - 故郷は遠くにありて 前・後編（1962年9月21日・28日）
  - もし、あなただったら…－あるホワイトカラー－（1963年5月31日）
  - 戦国無残（1964年6月19日）
- ひとりぼっち（1962年11月29日、NTV）
- むかい風（1963年3月30日、NHK）
- 素足の青春 東京（1963年4月5日、NHK）
- 娘の結婚（NTV）
  - 第18回「舞いおりた花嫁」（1964年2月12日）
  - 第23回「小さいママさん」（1964年3月18日）
- 日本映画名作ドラマ（NET）
  - 晩鐘（1964年5月3日）
  - 母の歳月（1964年6月7日）
- 可愛い悪女たち（1964年、NET）
- 噴煙（1964年、CX）
- 新・台風家族（1964年 - 1965年、CX）
- 母の歳月（1964年、NET）
- ライオン奥様劇場 / 妻の持つ扇（1964年、CX）
- 徳川秀忠の妻（1969年、CX）
- ゴールドアイ 第7話「姿なき殺人者」（1970年、NTV） - 井田春江（殺人者岡本ジョージの実妹）
- 江戸川乱歩シリーズ 明智小五郎 （12ch）
  - 第10話「屋根裏の散歩者」（1970年）
  - 第20話「恐怖の毒蜘蛛」（1970年）
- 柳生十兵衛（1970年、CX）
- 日本怪談劇場　第6話「四谷怪談　稲妻の巻」第7話「四谷怪談　水草の巻」（1970年 東京12チャンネル） - お袖
- 水戸黄門 第2部 第22話「怒れ! 格さん-垂井-」（1971年、TBS） - お春
- 徳川おんな絵巻 第51話「鬼門櫓の怪」（1971年、KTV）
- プレイガールシリーズ（12ch）
  - プレイガール
    - 第115話「朝ぼらけの情事」（1971年） - 香
    - 第142話「クリスマス殺人事件」（1971年）
    - 第148話「蝶々・新伍のとめてくれるな、おっ母さん」（1972年）
    - 第166話「港で死んだ娘は鴎になった」（1972年） - 康子
    - 第143話「スリラー女は黙っていても嘘をつく」（1972年） - 和恵
    - 第193話「女は体で嘘をつく」（1972年） - 和恵
    - 第211話「亭主の殺し方教えます」（1973年） - 寺尾景子

  - プレイガールQ  第54話「男の弱みに強い女」（1975年） - 矢沢久仁子
- 荒野の素浪人（NET）
  - 第4話「狙撃 関八州取締り」（1972年）
  - 第27話「死闘 賞金稼ぎの墓場」（1972年） - 綾乃
- 特別機動捜査隊（NET）
  - 第544話「絶体絶命」（1972年） - 美那子
  - 第555話「慕情」（1972年） - 西森かなえ
  - 第592話「霧の中の焼死体」（1973年） - 広子
  - 第710話「ちぎれた舞扇」（1975年） - 優子
  - 第776話「地獄舞」（1976年） - 杉江美紀
  - 第788話「無情の風に散る」（1976年） - 楠文枝
- 世なおし奉行 第6話「二つの脅迫状」（1972年5月11日、NET） - 志津
- キイハンター (TBS)
  - 第167話「ミイラと棲む女の館」（1971年） - デラ
  - 第216話「ギャーッ! 女だけを殺す病院」（1972年） - サオリ
  - 第222話「東京－札幌 殺しの為の56分」（1972年）
- 大岡越前 第3部 第27話「死の匂いのする花」（1972年12月18日、TBS / C.A.L） - お仙
- 遠山の金さん捕物帳 第130話「闇に咲く女」（1972年12月31日、NET） - お銀
- 非情のライセンス（NET）
  - 第1シリーズ 第15話「兇悪の像」（1973年） - 北村君代
  - 第2シリーズ 第25話「兇悪の霧」（1975年） - 宮原俊子
  - 第2シリーズ 第53話「兇悪の無実」（1975年） - 秋本富子
  - 第3シリーズ 第22話「兇悪のアルバイト・過去からの殺人」（1980年）
- 追跡 第13話「天使の弔鐘」（1973年、KTV） - 倉井友子
- 私は許さない（1973年、THK）
- 伝七捕物帳（NTV） 
  - 第11話「紅葉に消えた子守唄」（1973年） - およね
  - 第120話「子は宝 情の折檻」（1976年） - お藤
- 子連れ狼（NTV）
  - 第2部 第8話「石蕗の花」（1974年） - 薄墨
  - 第3部 第7話「忍五輪」（1976年） - 紫
- 愛ぬすびと（1974年、THK）
- 八州犯科帳 第11話「通り雨の女」（1974年、CX / C.A.L） - お久美
- 白い牙 第18話「事件屋仕掛人」（1974年、NTV） - 純子
- バーディー大作戦（1974年、TBS）
  - 第18話「キャーッ! 死体が訪ねて来た」
  - 第33話「ジングルベルは殺しのテーマ」 - 藤川マヤ
- 大江戸捜査網（12ch / 三船プロ）
  - 第144話「白頭巾参上! 悪を斬る」（1974年） - おさと
  - 第171話「対決 非情の十手」（1974年）
  - 第193年「命預けた怨み節」（1975年）
  - 第289話「偽情報の罠」（1977年） - しの
  - 第314話「女刺青師怒りの恨み節」（1977年） - お初
  - 第424話「長屋を襲う二万坪の陰謀」（1979年）
  - 第438話「女三味線わかれ唄」（1980年）
  - 第575話「炎の誘惑 爆弾魔を斬れ」（1982年） - おしま
- Gメン'75（TBS）
  - 第3話「警官殺し!」（1975年） - 松宮秋子
  - 第71話「刑事の女体受託収賄事件」（1976年）−飯塚サヨ（姉）
  - 第221話「海抜3170米の空中ブランコ」（1979年）−服部夫人
  - 第327話「マイホーム親と子の殺し合い事件」（1981年）−森村さち
  - 第349話「カムバック・サーモン殺人事件」（1982年）−坂本（母）
- 破れ傘刀舟 悪人狩り 第66話「傷だらけの報酬」（1975年、NET） - しず
- 燃える捜査網 第12話「土曜日を待て!」（1976年、NET） - 前原加代
- 大都会 PARTII 第44話「殺人捜査」（1978年、NTV） - 大田きよみ
- 新五捕物帳 第42話「流刑の女」（1978年、NTV）
- 大都会 PARTIII 第11話「白の恐怖」（1978年、NTV） - さとこ
- 特捜最前線（ANB）
  - 第86話「死んだ男の赤トンボ!」（1978年）
  - 第118話「子供の消えた十字路!」（1979年）
- 江戸の牙 第21話「生か死!? 暁の脱出作戦」（1980年、ANB） - お君
- 熱中時代 第2シリーズ（NTV）  - 里子
  - 第17話「祖父母会とボートレース」（1980年）
  - 第37話「熱中先生 重大な決意」（1981年）
- 西部警察 第119話「マフィアからの挑戦」（1982年、ANB） - スナックママ
- ザ・サスペンス / 柿ノ木坂の首吊り殺人事件（1982年、TBS）
- 噂の刑事トミーとマツ 第2シリーズ 第23話「トミマツ降伏! 悪党死の水攻め」（1982年、TBS/大映テレビ）- 令子
- 木曜ゴールデンドラマ / 夜の恐怖病棟（1982年9月2日、YTV）